# Peter Eitel

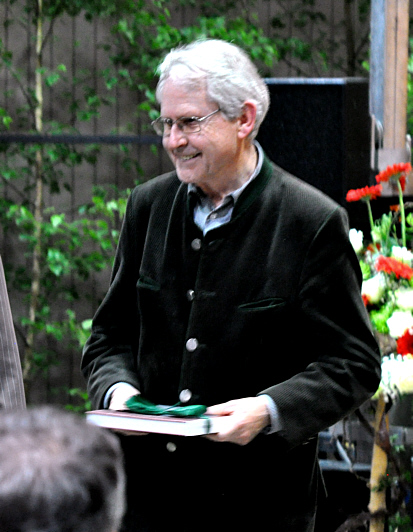
Peter Eitel, 2016

Peter Eitel (* 20. November 1938 in Stuttgart) ist ein deutscher Historiker und Archivar. 1973–1998 leitete er das Stadtarchiv Ravensburg. Seine Arbeitsschwerpunkte sind die Geschichte Ravensburgs und Oberschwabens.

## Leben und Werk

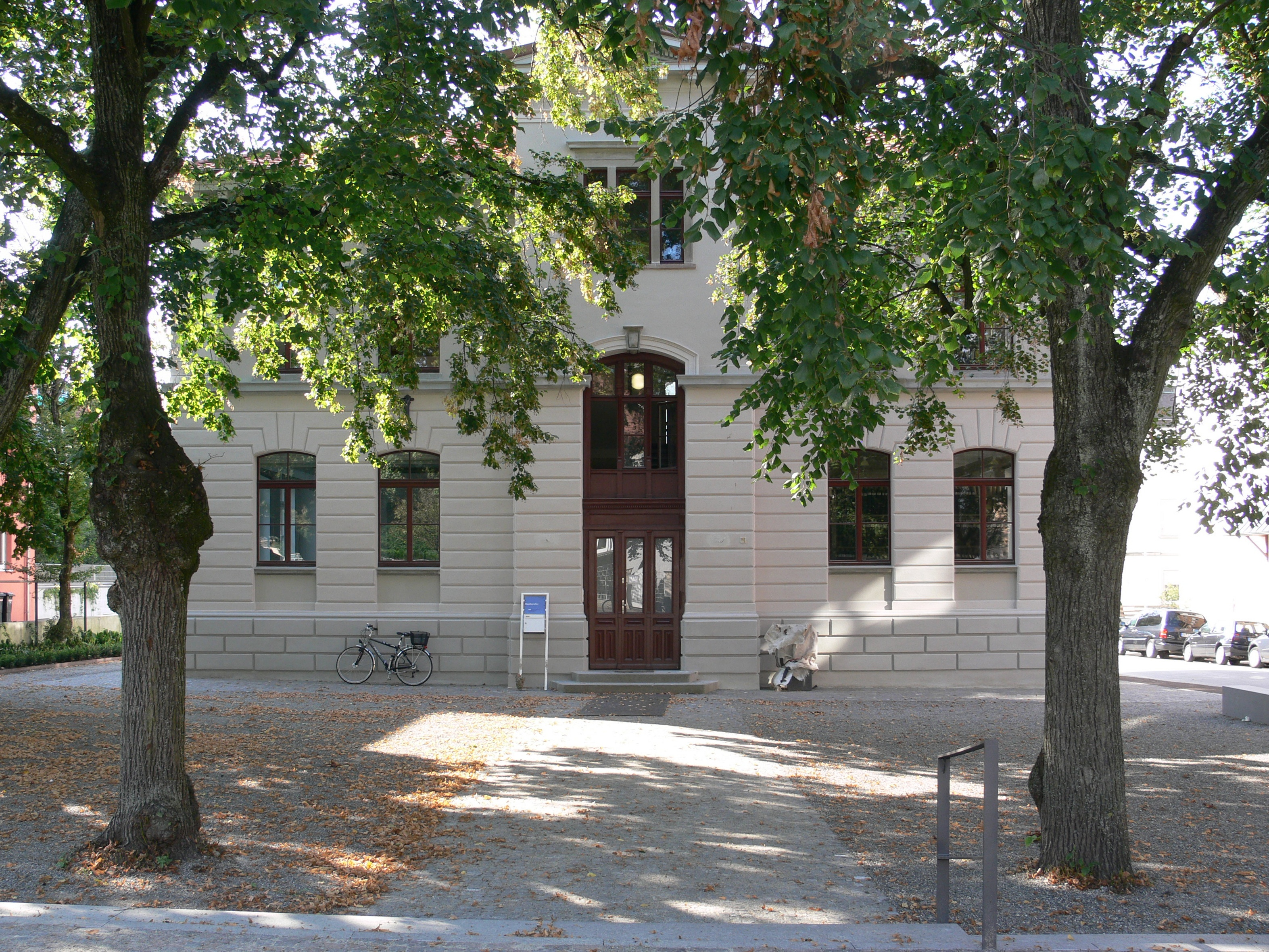
Stadtarchiv Ravensburg in der Kuppelnaustraße

Eitel studierte in Tübingen Geschichte und wurde dort 1967 mit der Arbeit Die oberschwäbischen Reichsstädte im Zeitalter der Zunftherrschaft zum „Dr. phil.“ promoviert. Ab 1967 war er wissenschaftlicher Assistent im Fachbereich Geschichte der Universität Konstanz, ab 1971 besuchte er die Archivschule Marburg. Das schon in der Dissertation gezeigte Interesse an den oberschwäbischen Reichsstädten bestimmte auch sein weiteres berufliches Leben: 1973 wurde er Leiter des Stadtarchivs Ravensburg – eines der größten und meistbenutzten kommunalen Archive Süddeutschlands – und der städtischen Sammlungen. Eitel war der erste hauptamtliche Stadtarchivar in Ravensburg und der erste ausgebildete Archivar, der dieses Amt bekleidete. Er konnte allerdings auf Leistungen seines Vorgängers Alfons Dreher aufbauen, der das zuvor weitgehend ungeordnete Archiv durch umfangreiche Findmittel bereits großteils erschlossen hatte und eine zweibändige Stadtgeschichte der reichsstädtischen Zeit vorgelegt hatte. In Eitels Amtszeit fällt der Umzug des Stadtarchivs in die ehemalige Mädchenrealschule (genannt „Affenkasten“) in der Kuppelnaustraße. Unter Eitel wuchs das vom Stadtarchiv verwahrte Archivgut von 150 auf 1200 laufende Regalmeter, darunter zahlreiche vorher unerschlossene, unsachgemäß gelagerte Materialien aus Verwaltungen, Stiftungen und Vereinen. Der Erwerb von Sammlungen und Nachlässen bereicherte die stadtgeschichtliche Sammlung. In Eitels Amtszeit lagen auch die ersten Planungen zum Museum Humpis-Quartier, das 2009 unter seinem Nachfolger Andreas Schmauder eröffnet wurde. Die Archivpädagogik und die Öffentlichkeitsarbeit wurden unter Eitel wichtige Bestandteile der Arbeit des Stadtarchivs.
Mit einem von Eitel herausgegebenen Sammelband wurde 1997 erstmals ausführlich die Geschichte Ravensburgs im Nationalsozialismus dargestellt. Er veröffentlichte zudem zahllose Aufsätze, hielt Vorträge und verantwortete Ausstellungen zur Geschichte und Kunstgeschichte Ravensburgs und seiner Umgebung. Eitels jahrzehntelange Beschäftigung mit der Ravensburger Stadtgeschichte und der Geschichte Oberschwabens legte die Grundlage für zwei umfangreiche Werke, die er nach seiner Pensionierung 1998 in Angriff nehmen konnte: die Geschichte der Stadt Ravensburg im 19. und 20. Jahrhundert erschien 2004, den ersten Band der Geschichte Oberschwabens im 19. und 20. Jahrhundert zu den Jahren 1800–1870 legte er 2010 vor. Beide Werke erfuhren wohlwollende Rezensionen, nicht zuletzt da überblickartige Werke bislang nur für den Zeitraum bis zur Mediatisierung der Reichsstadt 1802 vorlagen. Die Geschichte Oberschwabens schloss er 2022 mit dem dritten und letzten Band ab, der die Zeit bis zum Jahr 1952 behandelt.
Eitel ist korrespondierendes Mitglied der Kommission für geschichtliche Landeskunde in Baden-Württemberg, Mitglied im Beirat des Südwestdeutschen Arbeitskreises für Stadtgeschichtsforschung und war Schriftleiter der Schriften des Vereins für Geschichte des Bodensees und seiner Umgebung, wofür er 2015 mit der Ehrenmitgliedschaft dieses Vereins ausgezeichnet wurde. Seit 2017 ist Eitel auch Ehrenmitglied der Gesellschaft Oberschwaben für Geschichte und Kultur. 
2009 erhielt Eitel den Friedrich-Schiedel-Wissenschaftspreis zur Geschichte Oberschwabens, 2018 die Staufermedaille für Verdienste um das Land Baden-Württemberg.

## Veröffentlichungen
(Auswahl)
Monographien:
- Die oberschwäbischen Reichsstädte im Zeitalter der Zunftherrschaft. Untersuchungen zu ihrer politischen und sozialen Struktur unter besonderer Berücksichtigung der Städte Lindau, Memmingen, Ravensburg und Überlingen. Müller & Gräff, Stuttgart 1970 (zugl. Dissertation, Universität Tübingen 1967)[7]
- Ravensburg und das Schussental in Ansichten und Schilderungen aus fünf Jahrhunderten. Thorbecke, Sigmaringen 1977, ISBN 3-7995-2008-2
- Aus dem Leben eines oberschwäbischen Kaufmanns. Das Tagebuch des Ulrich Christoph Gradmann von Ravensburg aus den Jahren 1796–1845. Bearbeitet von Peter Eitel. Kohlhammer, Stuttgart 1982, ISBN 3-17-007707-4
- Bilder aus dem Schussental. 50 historische Skizzen. Oberschwäbische Verlags-Anstalt, Ravensburg 1987, ISBN 3-926891-03-3
- Ravensburg im 19. und 20. Jahrhundert. Politik, Wirtschaft, Bevölkerung, Kirche, Kultur, Alltag. Thorbecke, Ostfildern 2004, ISBN 3-7995-0138-X
- Geschichte Oberschwabens im 19. und 20. Jahrhundert
  - Band 1: Der Weg ins Königreich Württemberg (1800–1870). Thorbecke, Ostfildern 2010, ISBN 978-3-7995-0852-0
  - Band 2: Oberschwaben im Kaiserreich (1870–1918). Thorbecke, Ostfildern 2015, ISBN 978-3-7995-1002-8
  - Band 3: In den Strudeln der großen Politik (1918–1952). Thorbecke, Ostfildern 2022, ISBN 978-3-7995-1586-3

Herausgeberschaft:
- Weißenau in Geschichte und Gegenwart. Festschrift zur 700-Jahrfeier der Übergabe der Heiligblutreliquie durch Rudolf von Habsburg an die Prämonstratenserabtei Weißenau. Thorbecke, Sigmaringen 1983, ISBN 3-7995-4020-2
- Um Mehlsack und Martinsberg. Geschichten zur Geschichte des Schussentals (mit Jan Koppmann). Biberacher Verlags-Druckerei, Biberach an der Riß 1991, ISBN 3-924489-60-2 (historische Erzählungen zu Themen und Personen aus der Geschichte von Ravensburg, Weingarten und Umgebung)
- Quellen zur Ravensburger Stadtgeschichte. Für den Geschichtsunterricht (mit Jan Koppmann). Loseblattsammlung. Stadt Ravensburg, Ravensburg 1992–1997
- Ravensburg im Dritten Reich. Beiträge zur Geschichte der Stadt. Oberschwäbische Verlags-Anstalt, Ravensburg 1997, ISBN 3-926891-19-X
- Oberschwaben. Beiträge zu Geschichte und Kultur (mit Elmar L. Kuhn). UVK, Konstanz 1995, ISBN 3-87940-542-5

Aufsätze (online vorliegend):
- Die Herkunft der Überlinger Neubürger im 15. Jahrhundert, in: Schriften des Vereins für Geschichte des Bodensees und seiner Umgebung, 87. Jg. 1969, S. 127–132 (Digitalisat)
- Die Rolle der Reichsstadt Überlingen in der Wirtschaftsgeschichte des Bodenseeraumes, in: Schriften des Vereins für Geschichte des Bodensees und seiner Umgebung, 89. Jg. 1971, S. 9–22 (Digitalisat)
- Handel und Verkehr im Bodenseeraum während der frühen Neuzeit, in: Schriften des Vereins für Geschichte des Bodensees und seiner Umgebung, 91. Jg. 1973, S. 67–90 (Digitalisat)
- Die spätmittelalterlichen „Kopfziegel“ vom Grünen Turm in Ravensburg und ihre Bedeutung, in: Schriften des Vereins für Geschichte des Bodensees und seiner Umgebung, 95. Jg. 1977, S. 135–140 (Digitalisat)
- Fahrende Gesellen. Beobachtungen zur Handwerksgesellenwanderung in der 1. Hälfte des 19. Jahrhunderts anhand von Ravensburger Quellen, in: Schriften des Vereins für Geschichte des Bodensees und seiner Umgebung, 97. Jg. 1979, S. 131–144 (Digitalisat)
- Die Städte des Bodenseeraumes. Historische Gemeinsamkeiten und Wechselbeziehungen, in: Schriften des Vereins für Geschichte des Bodensees und seiner Umgebung, 99/100. Jg. 1981/82, S. 577–596 (Digitalisat)